# Никодим (Евстафиу)
Епи́скоп Никоди́м (греч. Επίσκοπος Νικόδημος, в миру Иоа́ннис Евстафи́у греч. Ιωάννης Ευσταθίου; род. 1969, Халкида) — архиерей Элладской православной церкви, епископ Скопельский (с 2023), викарий Халкидской митрополии.

## Биография
Родился в 1969 году в Халкиде. Брат — митрополит Гортинский Никифор (Евстафиу).
В 1990 году окончил Афинскую богословскую школу, а в 1995 году — богословский институт Афинского университета.
Был пострижен в монашество в монастыре святого Георгия Победоносца.
В 1992 году митрополитом Халкидским Хризостомом (Верьисом) был хиротонисан во иеродиакона, а в 1996 году — во иеромонаха. Служил в Халкидской митрополии.
С 2001 по 2003 год был командированным клириком Италийской митрополии. В 2003 году получил степень доктора в Богословского экуменического института в Бари.
9 октября 2023 года Священным синодом иерархии Элладской православной церкви был избран (два других кандидата — архимандриты Серафим (Спеи) и Иосиф (Кацура)) для рукоположения в сан епископа Скопельского, викария Халкидской митрополии.
26 октября 2023 года в соборе Святого Димитрия в Халкиде состоялась его архиерейская хиротония. Хиротонию совершили: архиепископ Афинский Иероним.